# Política Independiente Países Bajos
La Política Independiente de los Países Bajos (neerlandés: Onafhankelijke Politiek Nederland, OPNL), anteriormente conocido como Grupo del Senado Independiente (Onafhankelijke Senaatsfractie, OSF), es un partido político en el Senado holandés con un senador que representa a varios partidos provinciales. OPNL se diferencia de otros partidos políticos holandeses en que no permite la afiliación individual, sino que solo otorga afiliación a partidos provinciales o partidos locales municipales que son miembros de un partido provincial. OPNL sólo disputa las elecciones al Senado y representa intereses regionalistas.

## Historia
En 1995, varios partidos provinciales y Los Verdes propusieron su propia lista independiente para las elecciones al Senado, denominada Plataforma de Grupos Independientes/Los Verdes (Platform van Onafhankelijke Groepen/De Groenen). Marten Bierman (miembro de Los Verdes) fue elegido por voto preferencial. En 1999 Bierman fue reelegido.
En 2003, Henk ten Hoeve se convirtió en senador por la OSF. Fue miembro del consejo de estado provincial por Frisia en representación del Partido Nacional de Frisia. Permaneció como senador hasta 2011. Ten Hoeve fue sucedido por Kees de Lange. De Lange fue elegido en la lista de OSF, pero era miembro del partido 50PLUS, con el que OSF tenía un acuerdo de reparto de votos, ya que OSF no logró suficientes votos para obtener un escaño de forma independiente. En 2015, De Lange rompió con la OSF debido a un desacuerdo sobre la posible cooperación entre la OSF y el Partido Popular de Limburgo de Jos van Rey, ex concejal y representante del VVD plagado de escándalos de corrupción.
En 2015, Henk ten Hoeve se convirtió en senador de la OSF por segunda vez. Entre 2019 y 2021, Gerben Gerbrandy, exalcalde de Achtkarspelen, ha sido el senador en representación de la OSF. Gerbrandy dejó el Senado en enero de 2021 y fue reemplazado por Ton Raven, un exconcejal de Sittard-Geleen.
En 2021, el nombre del partido se cambió a Política Independiente de los Países Bajos.

## Partidos miembros
OPNL consta de los siguientes partidos regionales:
|  | 4.17 % |

|  | 2.83 % |

|  | 2.77 % |

|  | 8.04 % |

|  | 2.03 % |

|  | 6.04 % |

|  | 1.60 % |

|  | 1.00 % |

|  | 4.30 % |

|  | 1.17 % |

|  | 4.63 % |

|  | 2,20 % |

## Senadores
Todos los senadores del partido.
| Senador           | Partido político | Partido político           | Incio               | Fin                 |
| ----------------- | ---------------- | -------------------------- | ------------------- | ------------------- |
| Marten Bierman    |                  | Los Verdes                 | 13 de junio de 1995 | 10 de junio de 2003 |
| Henk ten Hoeve    |                  | Partido Nacional de Frisia | 10 de junio de 2003 | 7 de junio de 2011  |
| Kees de Lange     |                  | 50PLUS                     | 7 de junio de 2011  | 12 de mayo de 2015  |
| Henk ten Hoeve    |                  | Partido Nacional de Frisia | 9 de junio de 2015  | 11 de junio de 2019 |
| Gerben Gerbrandy  |                  | Partido Nacional de Frisia | 11 de junio de 2019 | 15 de enero de 2021 |
| Ton Raven         |                  | Limburgo local             | 19 de enero de 2021 | 13 de junio de 2023 |
| Auke van der Goot |                  | Partido Nacional de Frisia | 13 de junio de 2023 |                     |

## Resultados electorales

### Elecciones al senado
|  | 2,46 % |

|  | 1,78 % |

|  | 1,75 % |

|  | 1,77 % |

|  | 2,46 % |

|  | 1,31 % |

|  | 1,78 % |